# Морган, Уильям Джейсон
Уильям Джейсон Морган (William Jason Morgan, 10 октября 1935, Саванна, Джорджия — 31 июля 2023, Нейтик, Массачусетс) — американский геофизик.
Эмерит-профессор Принстонского университета, член НАН США и иностранный член Французской АН.
Удостоен Национальной научной медали (2002).
Окончил Технологический институт Джорджии (бакалавр, 1957), после чего поступил в Принстон на физика, учился у Роберта Дикке. В 1964 году получил степень доктора философии и поступил на кафедру геофизики Принстона, в котором с 1988 года именной профессор; ныне в отставке.
Член НАН США (1982) и Американской академии искусств и наук (2011).
Фелло Американского геофизического союза и иностранный фелло Европейского союза наук о Земле.

## Награды
- Walter H. Bucher Medal[нем.] Американского геофизического союза (1972)
- Alfred Wegener Medal[нем.] Европейского союза наук о Земле (1983)
- Премия Люто Леона Французской АН (1986)[5]
- Maurice Ewing Medal[англ.] Американского геофизического союза (1987)
- Премия Японии (1990)
- Медаль Волластона (1994), высшая награда Геологического общества Лондона
- Премия Ветлесена (2000)
- Национальная научная медаль, США (2002)